# Kazimierz Schirmer
Kazimierz Eugeniusz Schirmer (ur. 3 stycznia 1889 we Lwowie, zm. 21 grudnia 1938 w Poznaniu) – major artylerii Wojska Polskiego, kawaler Orderu Virtuti Militari.

## Życiorys
Urodził się 3 stycznia 1889 we Lwowie jako syn Józefa  i Marii z d. Gerhard. W czasie I wojny światowej walczył w szeregach cesarskiej i królewskiej armii. 1 stycznia 1916 roku został mianowany podporucznikiem rezerwy artylerii. W 1917 roku pełnił służbę w pułku artylerii polowej nr 4 K (niem. Feldartillerieregiment Nr 4 K).
Uczestnik obrony Lwowa oraz wojny z Ukraińcami i bolszewikami w latach 1918–1920. Dowodził baterią w 4 pułku artylerii ciężkiej, który przemianowany został w 5 pułk artylerii ciężkiej, a następnie w 5 dywizjon artylerii ciężkiej by ostatecznie, w 1921, wejść w skład 6 pułku artylerii ciężkiej we Lwowie. 
3 maja 1922 roku został zweryfikowany w stopniu majora ze starszeństwem z dniem 1 czerwca 1919 roku i 129. lokatą w korpusie oficerów artylerii. W 1923 roku dowodził II dywizjonem 6 pułku artylerii ciężkiej. W tym samym roku został przeniesiony do Rezerwy Oficerów Sztabowych Okręgu Korpusu Nr VI. Z dniem 1 marca 1924 roku został przydzielony do dyspozycji 10 pułku artylerii polowej w Łodzi, jako oficer nadetatowy. 30 czerwca tego roku, na własną prośbę, został przeniesiony do rezerwy i przydzielony w rezerwie do 6 pułku artylerii ciężkiej. W 1934 roku pozostawał w ewidencji Powiatowej Komendy Uzupełnień Lwów Miasto. Posiadał przydział do Oficerskiej Kadry Okręgowej Nr VI.

## Ordery i odznaczenia
- Krzyż Srebrny Orderu Wojskowego Virtuti Militari (1921)[13][14]
- Krzyż Walecznych (1922)[15]
- Signum Laudis Srebrny Medal Zasługi Wojskowej z mieczami na wstążce Krzyża Zasługi Wojskowej (Austro-Węgry)
- Signum Laudis Brązowy Medal Zasługi Wojskowej z mieczami na wstążce Krzyża Zasługi Wojskowej (Austro-Węgry)
- Krzyż Wojskowy Karola (Austro-Węgry)